# Acilia Sud
Acilia Sud är Roms trettiotredje zon och har beteckningen Z. XXXIII. Zonen Acilia Sud bildades år 1961.

## Kyrkobyggnader
- San Leonardo da Porto Maurizio
- San Giorgio Martire
- San Pier Damiani
- Santa Melania Juniore
- San Pio da Pietrelcina

## Arkeologiska lokaler
- Viadotto dell'antica via Ostiensis
- Villa di Fralana
- Villa della Longarina

## Övrigt
- Casale Malafede
- Parco della Madonnetta
- Parco Lucio Battisti
- Parco Giacomo Manzù
- Parco Mia Martini

## Kommunikationer
- Järnvägsstationerna Casal Bernocchi-Centro Giano och Acilia på linjen Roma-Lido